# 둥안구

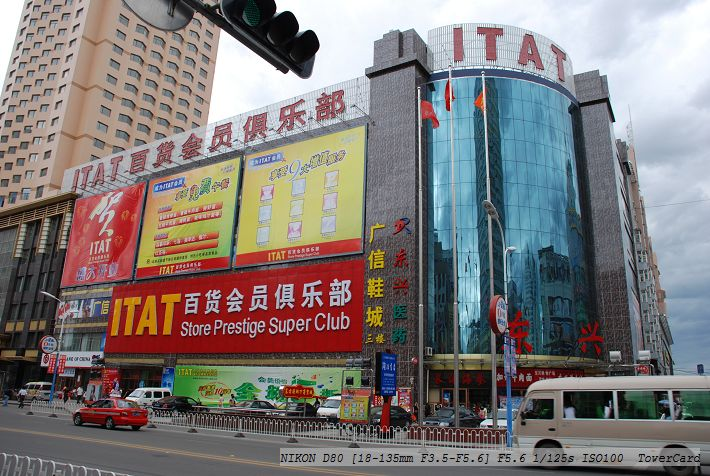

둥안구(한국어: 동안구, 중국어: 东安区, 병음: Dōng'ān Qū)는 중화인민공화국 헤이룽장성 무단장 시의 행정구역이다. 넓이는 566km2이고, 인구는 2007년 기준으로 190,000명이다.

## 행정 구역
5개 가도를 관할한다.
- 가도: 七星街道, 新安街道, 长安街道, 五星街道, 兴隆街道.